# Elecciones estatales de Campeche de 2012
Las elecciones estatales de Campeche de 2012 se llevaron a cabo el domingo 1 de julio, simultáneamente con las Elecciones presidenciales, en ellas se renovaron los siguientes cargos de elección popular:
- 11 Ayuntamientos: Compuestos por un Presidente Municipal y regidores, electos para un periodo de tres años no reelegibles de manera inmediata.
- 35 Diputados al Congreso del Estado: 21 electos de manera directa por cada uno de los Distritos Electorales y 14 por un sistema de listas bajo el principio de representación proporcional.
- 20 Juntas Municipales: Organismos administrativos en los cuales se dividen los Ayuntamientos.

## Elecciones

### Ayuntamientos
|  | 31 % |

|  | 49 % |

|  | 6 % |

|  | 4 % |

|  | 5 % |

|  | 5 % |

|  | 100.00 % |

|  | 65.96 % |

#### Ayuntamiento de Campeche
|  | 21.50 % |

|  | 56.21 % |

|  | 8.85 % |

|  | 3.74 % |

|  | 5.37 % |

|  | 4.33 % |

|  | 100.00 % |

#### Ayuntamiento de Calkiní
|  | 24.12 % |

|  | 57.14 % |

|  | 2.76 % |

|  | 5.98 % |

|  | 6.72 % |

|  | 3.28 % |

|  | 100.00 % |

#### Ayuntamiento de Carmen
|  | 37.63 % |

|  | 43.48 % |

|  | 7.52 % |

|  | 3.6 % |

|  | 2.59 % |

|  | 5.19 % |

|  | 100.00 % |

#### Ayuntamiento de Champotón
|  | 33.67 % |

|  | 48.5 % |

|  | 5.48 % |

|  | 2.62 % |

|  | 4.93 % |

|  | 4.81 % |

|  | 100.00 % |

#### Ayuntamiento de Hecelchakán
|  | 35 % |

|  | 35.07 % |

|  | 1.07 % |

|  | 2.83 % |

|  | 23.06 % |

|  | 2.96 % |

|  | 100.00 % |

#### Ayuntamiento de Hopelchén
|  | 41 % |

|  | 48.59 % |

|  | 1.59 % |

|  | 2.56 % |

|  | 1.42 % |

|  | 3.12 % |

|  | 100.00 % |

#### Ayuntamiento de Palizada
|  | 45.37 % |

|  | 46.33 % |

|  | 2.35 % |

|  | 0.58 % |

|  | 2.47 % |

|  | 2.9 % |

|  | 100.00 % |

#### Ayuntamiento de Tenabo
|  | 34.17 % |

|  | 51.9 % |

|  | 1.66 % |

|  | 1.17 % |

|  | 8.55 % |

|  | 2.55 % |

|  | 100.00 % |

#### Ayuntamiento de Escárcega
|  | 40.06 % |

|  | 46.5 % |

|  | 4.06 % |

|  | 2.56 % |

|  | 1.3 % |

|  | 5.53 % |

|  | 100.00 % |

#### Ayuntamiento de Calakmul
|  | 37.04 % |

|  | 38.6 % |

|  | 2.91 % |

|  | 9.71 % |

|  | 5.05 % |

|  | 5.66 % |

|  | 100.00 % |

#### Ayuntamiento de Candelaria
|  | 38.25 % |

|  | 38.6 % |

|  | 2.91 % |

|  | 12.72 % |

|  | 1.64 % |

|  | 5.88 % |

|  | 100.00 % |

### Diputados

#### Por partido político
| Partido/Alianza                                     | Partido/Alianza                      | Diputados Mayoría relativa | Diputados Rep. Proporcional | Total |
| --------------------------------------------------- | ------------------------------------ | -------------------------- | --------------------------- | ----- |
|                                                     | Compromiso por Campeche (PRI-PVEM)   | 20                         | 0                           | 20    |
|                                                     | Partido Acción Nacional              | 1                          | 8                           | 9     |
|                                                     | Partido de la Revolución Democrática | 0                          | 2                           | 2     |
|                                                     | Partido del Trabajo                  | 0                          | 1                           | 1     |
|                                                     | Movimiento Ciudadano                 | 0                          | 1                           | 1     |
|                                                     | Nueva Alianza                        | 0                          | 2                           | 2     |
| Total                                               | Total                                | 21                         | 14                          | 35    |
| Fuente: Instituto Electoral del Estado de Campeche. |                                      |                            |                             |       |

### Juntas municipales
|                                                     | Partido Acción Nacional                       | 3  |
|                                                     | Coalición: Compromiso por Campeche PRI y PVEM | 17 |
| Total                                               | Total                                         | 20 |
| Fuente: Instituto Electoral del Estado de Campeche. |                                               |    |